# Askeladden-suite
De Askeladden-suite is een compositie van Johan Halvorsen.
Halvorsen was al met pensioen toen hij het verzoek kreeg muziek te schrijven bij een toneelstuk voor kinderen. Hardangerviolist en acteur Alfred Maurstad, die Halvorsen regelmatig had geholpen bij Fossegrimen, had samen met zijn vriend Odd Frogg hun versie van Askeladden geschreven voor een opvoering in het Nationaltheatret in Oslo. Het toneelstuk is gebaseerd op de Noorse sprookjesheld Askeladden en daar schreef Halvorsen muziek bij gebaseerd op Noorse volksmuziek. Daar paste trouwens de Hardangerviool goed in, Halvorsen kon voor dat volksinstrument componeren omdat hij het  muziekinstrument goed kon bespelen.  Askeladden was de laatste officiële compositie van Halvorsen.
De suite bestaat uit zes delen :
1. Inleiding (inledning)
2. Lentedans (springdans)
3. Bosstemming (skogstemning)
4. Langeleiklaat
5. Slaapliedje voor de prinses ( Prinsessens vuggevise)
6. Trouwmars (brudemarsj)
7. Halling

## Discografie
- Uitgave Simax: Terje Mikkelsen leidde het Nationaal Symfonieorkest van Letland